# イモラ・サーキット
イモラ・サーキットは、イタリアのイモラ市にあるサーキット。
正式名称は、アウトドローモ・インテルナツィオナーレ・エンツォ・エ・ディーノ・フェラーリ (伊: Autodromo Internazionale Enzo e Dino Ferrari) 。当初はフェラーリ創業者のエンツォ・フェラーリとその息子アルフレード・フェラーリを記念してつけられた「アウトドローモ・ディーノ・フェラーリ (Autodromo Dino Ferrari)」という名称だったが、1989年、エンツォ・フェラーリの死去に伴い、現在の名称になった。

## 歴史

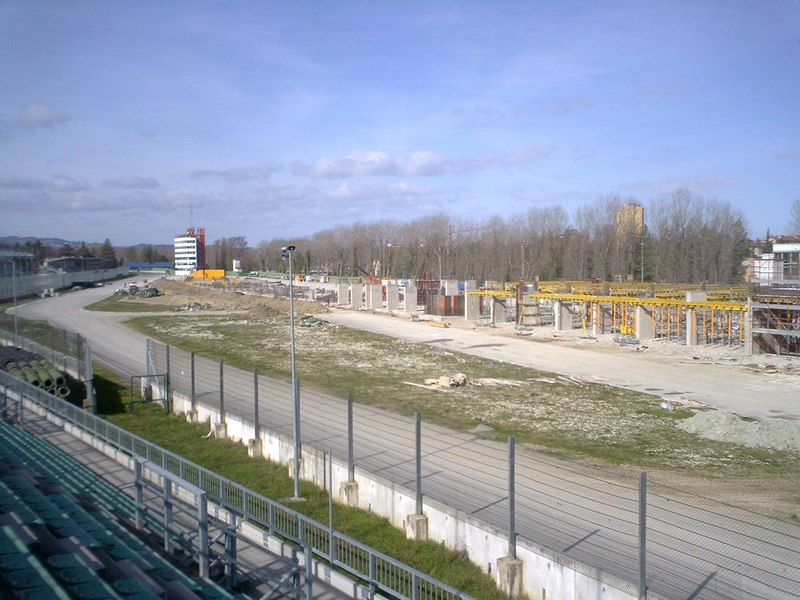
2007年3月のイモラホームストレートとピット跡

2008年4月15日のイモラ。ピットとコースに改修が加えられた

イモラ・サーキットは全長5,017mの高速コースとして造られた。F1をはじめとするグランプリレースを開催するサーキットとしては、ブラジルのサンパウロにあるインテルラゴス・サーキットと同じく反時計回りで周回するサーキットである。ホームストレートの海抜は41m。北側にイモラ市街地があり、サンテルノ川を隔ててレーシングコースがある。サーキットの内側には陸上競技場がある他、南側の丘にはぶどう畑が広がり、この一帯はDOCワイン「コッリ・ディモラ」で知られる。
1953年に開催されたオートバイレースが、初のレースイベントだった。1973年にはヴァリアンテ・バッサ、1974年にヴァリアンテ・アルタの2つのシケインが追加された。1981年にはアックエ・ミネラーリにもシケインが追加され、このレイアウトが1994年まで使用された。
F1のレースは1979年のシーズン終了後に非選手権戦として初開催された。1980年以降は選手権戦となり、1980年はイタリアGP、1981年から2006年までサンマリノGPとして開催された。
1994年サンマリノGPでは大事故が多発し3名のドライバーが死傷し、その後コースレイアウトが変更された。タンブレロコーナーとヴィルヌーブコーナーは高速コーナーからシケインへと改修されたが、最終コーナー手前のヴァリアンテ・バッサの進入が緩やかになり、アックエ・ミネラーリのシケインは撤去された。これらの改修で平均速度は下がったが、元々コース幅が非常に狭い事もあり、以前と比べ追い抜きのしにくいコースとなってしまった。
2007年より、狭く老朽化したピットの改修工事に入った。それに伴いヴァリアンテ・バッサが撤去され、リヴァッツァからタンブレロまでをゆるいコーナーでつないだ形状とした。この変更でホームストレートが長くなった。これらの改修により、より高速のコースレイアウトになった。ただし、F1は同年から1国1開催を重視することになり、さらに改修の遅れやレース開催費の値上げの影響を受けたため開催されなくなった。2011年にFIAからテスト走行のみ可能なグレード1TからF1の開催に必要なグレード1への変更が承認され、2020年現在もグレード1を維持している。
2015年にはジロ・デ・イタリア第11ステージ（5月20日）のフィニッシュとしてイモラ・サーキットが採用された。ジロ・デ・イタリアでの周回コースはイモラ・サーキットをそのまま使用するのではなく、途中ヴァリアンテ・アルタからレーシングコースを離れ一般公道に入り、サーキット南側の「トレ・モンティ」の丘を経由しリヴァッツァの出口より再びレーシングコースに戻る特設コースが採用された。ヴァリアンテ・アルタから一般公道に入る地点から周回コースを3周半し、ホームストレートにフィニッシュするこの特設コースで、イルヌール・ザカリンがステージ優勝を飾っている。
モンツァ・サーキットでのイタリアGPの開催契約が切れる2016年には、バーニー・エクレストンが翌年以降の開催地としてイモラを挙げたが、モンツァとの契約延長が決まったため実現しなかった。新型コロナウイルス感染症の拡大により開催できなくなったレースが多数発生した2020年には、イタリアでの2戦目の開催地として名乗りを上げた結果、第13戦エミリア・ロマーニャGPの開催が決定した。同年、元ミナルディのオーナーであるジャンカルロ・ミナルディがサーキット運営会社の会長に就任。
FIAの承認を受けた2021年のスケジュールでは本レースは記載されなかったが、新型コロナウイルス感染症の世界的流行により、シーズン序盤に開催予定であったオーストラリアグランプリと中国グランプリの延期が決まり、第2戦として前年に引き続き開催が決定した。
2022年も同様の理由により中国グランプリの開催が見送られ、第4戦として開催されることが決まり、同年3月に2025年までの開催契約が結ばれた。

## コースレイアウト

1995年開幕前（茶）と2006年（赤）のコースレイアウト比較図

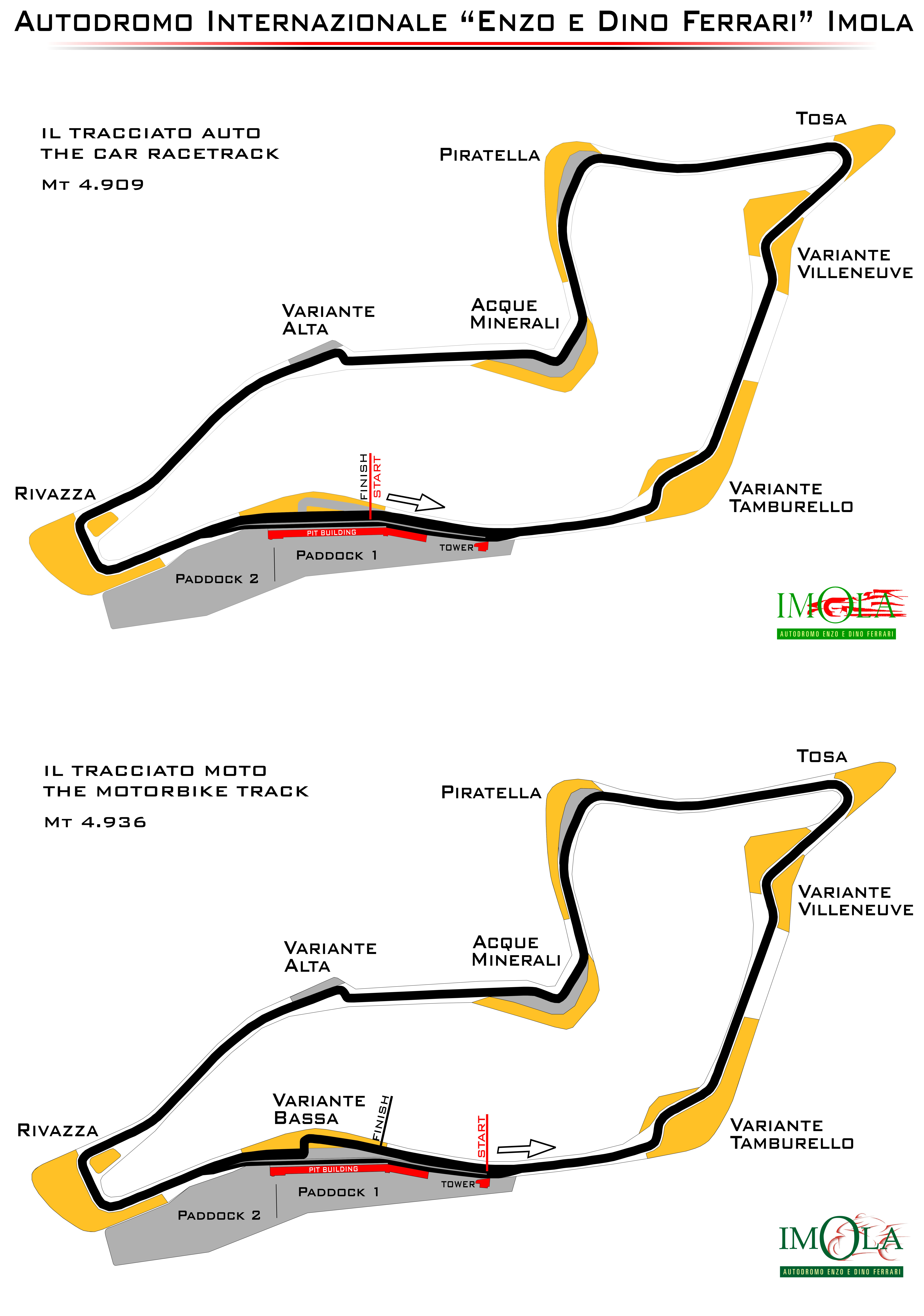
4輪（上）と2輪（下）のコースレイアウト（2010年）

基本的には短い直線とシケインを組み合わせたストップ・アンド・ゴータイプのサーキットである。シケインの縁石を乗り越える部分が多い、またその縁石はかなりきつい角度になっているため、サスペンションセッティングがコース攻略の鍵となる。
ホームストレートから左に緩やかなカーブを描き、左・右・左と切り返すタンブレロ (Tamburello) を通過する。かつてはアクセル全開で通過する超高速コーナーであったが、1987年にネルソン・ピケが初日の予選中にクラッシュ、1989年にはゲルハルト・ベルガーがレース中にクラッシュしマシンが炎上、そして1992年にはウイリアムズのリカルド・パトレーゼがテスト中にクラッシュし首を負傷するなど、テクノロジーの進化により危険なコーナーへと変貌していった。そして1994年アイルトン・セナが決勝レース中にクラッシュ、死亡するに至る。
これらのクラッシュは全てタンブレロを直進してコンクリート壁に激突するという共通点を持っていた。この種のリスクに対しては、コンクリート壁を後退させてランオフエリアを拡大するか、コンクリート壁の前にタイヤバリアを敷設するなどの対応が考えられるが、このコーナーのすぐ外側にはサンテルノ川が流れており、ランオフエリアのスペースを拡大することができず、タイヤバリアの敷設にしても衝突時の飛散のリスクを考慮すると、やはりコースとの距離が絶対的に不足しており、採用することができなかった。そこで高速コーナーを廃止し、1995年からは内側に切り込むシケイン状のコーナーに姿を変えた。
タンブレロを立ち上がると、直線を挟んで再びシケインのヴィルヌーブ (Curva Villeneuve) を通過する。ここも以前は緩やかに右にカーブするコーナーで、1980年のイタリアGPでジル・ヴィルヌーヴが高速クラッシュを演じたことから命名された。1994年サンマリノGPの予選2日目でのローランド・ラッツェンバーガーの死亡事故を受けて、タンブレロと同じくシケインに改修された。
ヴィルヌーブに続いて、低速ヘアピンコーナーのトサ (Tosa) を廻り込む。タンブレロとヴィルヌーブが高速コーナーだった頃は、ここでのブレーキング勝負が見所となった。トサから先のコースは、土地の起伏を利用したアップダウンが続く。丘を上り、ピラテッラ (Piratella) を過ぎると下りとなり、窪地にある複合コーナーのアックエ・ミネラーリ (Acque Minerali) を通過する。上り坂の先にあるシケインヴァリアンテ・アルタ (Variante Alta) は、縁石を使って直線的にカットする。
ダブル左回りのリヴァッツァ (Rivazza) は、エントリー部分が下り坂でブレーキングが難しい。ピット前のヴァリアンテ・バッサ (Variante Bassa) は入口（右・左）と出口（左・右）のふたつのシケインで構成されていたが、1995年以降は出口のみとなり、ピット改修後は2輪レースで使用される。

## データ
- 公式オープン：
- 総工費：
- 所在地：イタリア、イモラ市
- 運営：
- 総面積：??
- 収容観客数：??
- コース1周：4.933km
- 最長直線距離：?? km
- カーブ数：17（右:7、左:10）
- カーブ：最小半径　?? m

## レコード
- F1　1:15.484（ルイス・ハミルトン、メルセデス、2020年）[1]

## 悪夢の1994年
1994年にこの地で開催されたサンマリノGPでは、2件の死亡事故を含め大きなクラッシュが多発した。
金曜日のフリー走行において、ジョーダンのルーベンス・バリチェロがヴァリアンテ・バッサでコースアウト、縁石で跳ね上がったマシンはタイヤバリアに乗り上げ横転した。バリチェロは鼻骨を骨折したものの幸い命に別状はなかったが、これが悪夢の端緒となった。
土曜日午後の予選、シムテックのローランド・ラッツェンバーガーがヴィルヌーヴ・コーナーを通過する際にマシンのフロントウイングが脱落し、306km/hでコントロールを失いコンクリート壁に激突、マシンは惰性でトサ・コーナーまで飛ばされるという大クラッシュが起こった。この事故によりラッツェンバーガーは死亡、モノコックに穴が開き、ラッツェンバーガーの上半身が外に露出するほどの衝撃であった。F1レースウィークにおいては1982年のリカルド・パレッティ以来、テストを含めると1986年のブラバムのエリオ・デ・アンジェリス以来の死者を出してしまった。
さらにラッツェンバーガーのための26番グリッドが空席のままスタートしたレースだったが、スタートに失敗したベネトンのJ.J.レートにロータスのペドロ・ラミーが追突した。壊れたパーツが観客席まで飛散し、観客数名が怪我を負った。このクラッシュによりセーフティカーが入った。セーフティカーの先導が解かれた1周後にウィリアムズのアイルトン・セナがタンブレロ・コーナーでステアリングコラムの破損によってコントロール不能に陥り、コンクリート壁に激突してマシンの右半分が削り取られた。
救急ヘリが直接コースに着陸という異常事態の中、救命措置が行われた。セナが病院に搬送された（レース終了後、セナは死亡した）後、レースは再開したがアクシデントはとどまらず、途中ピットインしたミケーレ・アルボレートのリヤタイヤが外れ、ピットロードを跳ね回った。このタイヤの直撃により、ロータスやフェラーリのピットクルーが重傷を負う事態となった。
ラルースチームのクルーのミスにより、赤旗提示中にエリック・コマスのマシンがピットアウトしセナの事故現場（クラッシュしたマシンと作業中の多くのマーシャルや医療スタッフがいた）までレーシングスピードで走ってしまうトラブルも起きた。
何かに呪われたようなこの週末はそれまでの『F1安全神話』を完全に崩壊させ、新たな安全確保への規格の構築へと繋がっていった。